# 弗拉灣學院
弗拉湾学院（英語：Fourah Bay College），一译福拉湾学院，是位于非洲国家塞拉利昂首都弗里敦的一所大学。成立于1827年，为西非首座按照西式标准建立的大学；学校也是“宗教信仰與全球參與倡議計劃”的成员之一。

## 校史沿革
弗拉湾学院由英国圣公会成立于1827年2月18日，是英属塞拉利昂乃至西非的第一所实施现代学制的大学，建校伊始，学校主要为西非培养合格的本土基督教神职人员、宣教士，其后逐渐成长为综合性大学，并于1876年成为英国达勒姆大学的附属学校；该校在基督教神学、教育学、医学、法学、哲学等领域长期居于西非领先地位，曾吸引不少英属西非殖民地上的黑人学生前来就读，培养了不少优秀人才；而当时的英属塞拉利昂首府弗里敦也因弗拉湾学院、塞拉利昂语法学校等西式学校的教育兴盛，得到了“西非雅典”的美称。
此后直至塞拉利昂独立后，学院仍长期为该国重要的高等教育机构，并在1967年脱离达勒姆，成为塞拉利昂大学的一个学院；但在20世纪90年代，因为塞拉利昂内战的影响，学校正常教学秩序受到极大冲击；内战结束后，弗拉湾学院开始重新举办大学教育，但因为师资的流失及基础设施的毁损而一度恢复缓慢。

## 现状
截至2023年，弗拉湾学院开设了艺术系、工程系、理论与应用科学系、社会科学与法律系、应用会计系5个系，以及成人教育研究所、非洲研究所、海洋生物研究所、人口研究所与图书馆、信息与通信研究所。该校还在弗里敦市内拥有一所附属小学及附属中学；另外，校内还有学校与中华人民共和国赣南师范大学合作成立的孔子学院教学点。学校以塞拉利昂官方语言英语授课，学生也可以选修法语及汉语等语言作为第二外语。另外，弗拉湾学院历史悠久的校舍大楼还被塞拉利昂政府列入联合国教科文组织预备遗产。

## 知名校友
自从学校于1827年招收了第一名学生克劳瑟以来，弗拉湾学院已经为塞拉利昂等国在各领域培养了不少人才。塞拉利昂总督亨利·波士顿爵士、塞拉利昂总统欧内斯特·巴伊·科罗马、联合国内罗毕办事处总干事扎伊娜卜·哈瓦·班古拉、弗里敦市长撒母耳·刘易斯、牛津大学第一位黑人校友克里斯蒂安·科尔、塞拉利昂国歌作词人克利福德·纳尔逊·菲尔、文学批评家埃尔德雷德·杜罗西米·琼斯、拉薩熱臨床治療專家安尼魯·康特、:66-68中国民航总局运输司司长王荣华等人都曾在该校就读。